# 橘色海菊蛤
橘色海菊蛤（学名：Spondylus aurantius），是莺蛤目海菊蛤科海菊蛤属的一种。主要分布于中国大陆，常栖息在低潮线至潮线下20米、以右壳附着于珊瑚礁或岩石上。